# Korowajové

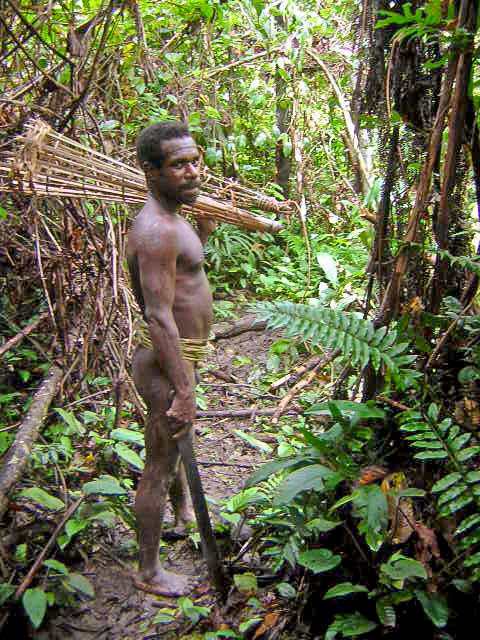
korowajský muž

Korowajové (neboli stromoví lidé) jsou negroidní kmeny rozmístěné po centrální vysočině Irianu, která se nachází na západě ostrova Nová Guinea. V dnešní době jich na tomto území žije v odhadu kolem 3000. Tyto kmeny jsou zajímavé svojí primitivností, neboť se znalostmi přibližně z doby kamenné dokázali přežít až do dnešní doby a ubránit se vnějším vlivům pokroku.

## Obživa a životní prostředí
Korowajové se dokázali přizpůsobit těžce prostupnému deštnému pralesu na Papui, kde dnes bez problémů žijí. Ačkoliv u nich díky prostředí převládá lov různých hadů, korýšů, ryb a zejména kasuárů, dokážou se tito domorodí lidé uživit i pěstováním např. sladkých brambor, banánovníků a ořechů sukumu (druh chlebovníku). Přesto se za základní potravinu Korowajů považuje mouka ságo, kterou získávají zpracováním dužiny vnitřku ságové palmy. Tuto mouku poté na pánvi nad ohněm dokáží upravit na výživnou moučnou placku. Na některých slavnostech se dokonce porazí a zkonzumuje základní měnová jednotka na Papui, prase.

## Bydlení a oděv
Stromoví lidé, jak již sám název napovídá, žijí vysoko v korunách stromů deštného pralesa. Staví si totiž tzv. stromové domy obdélníkového tvaru se sedlovou střechou, které jsou umístěné na jednom z mohutných stromů. Další stromy v okolí jsou pokáceny a na jejich místě Korowajové pěstují různé plodiny a chovají dobytek. Tyto domy jsou přibližně 4 m široké a 10 m dlouhé, ale výška, ve které jsou umístěny, se liší. Výška se pohybuje mezi 12 – 40m. Jedinou přístupovou cestou k takovému domu jsou tenké svislé tyče se záseky představující žebřík. Tyto tyče jsou rozděleny na horní a dolní část, neboť dolní část se na noc zatahuje do domu kvůli případným protivníkům. Takovýto dům má konstrukci z větví, podlahy a stěny jsou z kůry ságové palmy a střecha je z listů ságové palmy. Obývá ho přibližně 10 lidí.
Odění Korowajů je velmi prosté. Muži nosí pouze kus listu jako takovou špulku, který nosí na předkožce, neboť si penis zastrkují do šourku. Ženy nosí sukénky z provázků upletených z vláken ságové palmy. Obě pohlaví se zdobí tím, že si nosem prostrčí štíhlé zvířecí kosti či brka ptáků.

## Společenské uspořádání
Stromoví lidé nežijí v kmenech. Kmen pro ně představuje rodina, která obývá jeden stromový dům. Tyto domy od sebe bývají totiž vzdáleny mnohdy celý den chůze deštným pralesem. Dá se zde mluvit o jasném patriarchátu, neboť muži – lovci, jsou ti nejvíce vážení a ženy jsou jim naprosto oddané. Důkazem je i rozdělení stromového domu na dvě části: mužskou a ženskou. Korowajové žijí výhradně bez citů a velkých emocí, takže je u nich těžko viditelná velká bolest či láska. Ženy rodí děti a působí pro muže něco jako nosičky, neboť ho musí, pokud jde na delší výpravu, následovat a nosí mu vše potřebné, mnohdy ulovenou kořist. Mladí Korowajové jsou vychováváni všemu potřebnému již od útlého věku, zejména lovu a pěstování potravy, ale mezi nejzákladnější dovednost se považuje umění vylézt po tyčích do stromového obydlí.

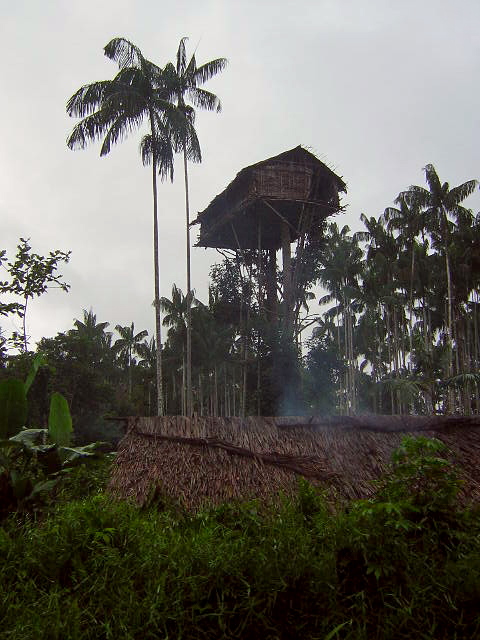
stromový příbytek korowajů

## Duchovní život
Náboženství Korowajů se vztahuje zejména k uctívání duchů svých padlých předků. Minimálně jednou za život by měli uspořádat ságovou slavnost, skrz kterou si chtějí zajistit u duchů prosperitu a plodnost. Ve velmi těžkých časech, které mohou přijít hlavně z důvodu nedostatku potravy, neváhají obětovat to nejcennější co mají, tedy prase, aby časy útrap již skončily. S ohledem na smrt a posmrtný život Korowajové věří v existenci reinkarnace. Věří, že kdokoliv dříve zemřel, se může do svého kmene vrátit v podobě nově narozeného dítěte, a i proto své mrtvé rodinné příslušníky pohřbívají.

### Tradice a rituály
Mezi tradici u Korowajů se dá považovat samotná stavba stromových domů. Znamená to pro ně totiž únik od zkažené země, kde by byli v nebezpečí před různými živočichy a hlavně nemocemi. Za další tradici můžeme brát odvěké nepřátelství se sousedními kmeny Kombajů, se kterými již od pradávna vedli nelítostné boje na život a na smrt. Za korowajský rituál se považuje výroba dřevěných dýmek, které jsou pro muže příjemné zpestření a strávení volného času, nebo se používají také za účelem smíření mezi dvěma znepřátelenými lidmi, nebo klidně celými kmeny.

## Zajímavost
Za velmi zajímavou věc se dá považovat linie hluboko na Korowajském území tzv. Pacification line. Za touto linií žijí opravdoví Korowajští domorodci, kteří ještě v životě nepřišli do styku s civilizací. To, že tento svůj styl života nehodlají měnit, napovídá i surové použití zbraní proti případným turistům či vědcům, kteří se s nimi snaží přijít do styku.